# Мена Масуд
Мена Масуд (на английски: Mena Massoud; на арабски: مينا مسعود) е канадски актьор. Най-известен е с ролята си на Аладин в едноименния филм от 2019 г.

## Биография
Масуд е роден на 17 септември 1991 г. в Кайро, Египет в коптско православно семейство. Той има две по-големи сестри. Когато е на три години, семейството му емигрира в Канада, тъй като в Египет коптите са подложени на гонения. Израства в Маркъм, Онтарио.

### Кариера
Масуд започва актьорската си кариера през 2011 г. с поява в единични епизоди на сериала „Никита“ и „Военна болница“.
През 2017 г. е обявено, че той играе ролята на Аладин в адаптацията на Дисни от 2019 г. Аладин.

### Личен живот
Масуд е веган. През 2019 г. е официално обявен за посланик на Египет за инициативата „Говори египетски“, стартирана от египетското министерство.
Масуд стартира благотворителна фондация с цел да подкрепи талантливи художници